# Bohunice (okres Ilava)
Bohunice jsou obec na Slovensku, v okrese Ilava v Trenčínském kraji. Nachází se na Středním Pováží, v podhůří Bílých Karpat. Žije v ní 785 obyvatel.

## Název
Název obce byl dlouho nejednotný – od 18. století byla nazývána jako Bohunicz a nebo už jako Bohunice. Název byl často zaměňován s Jaslovskými Bohunicemi a s Bohunicemi v okrese Levice. Samostatně byly rozlišené jako Bohunice pri Pruskom a Bohunice nad Váhom začátkem 20. století.

## Historie
První písemná zmínka o vesnici pochází z roku 1229. Stojí v ní kaštel ze 17. století, v současnosti sídlo Muzea regionu Bílých Karpat.

## Přírodní poměry
V katastrálním území obce leží přírodní památka Babiná.